# Lipdub
Un lipdub o lip dub ("doblaje de labios") es un vídeo musical realizado por un grupo de personas que sincronizan sus labios, gestos y movimientos con una canción popular o cualquier otra fuente musical. 
Se realizan en una sola toma (plano secuencia), en la que los participantes hacen playback (sincronización de labios) mientras suena la música en un reproductor móvil. No importa la calidad del sonido de la toma porque es en la edición posterior cuando se incorpora la canción como banda sonora. El hecho de que se trate de un plano secuencia hace muy fácil el proceso. Con estos vídeos, sus autores, además de realizar de forma colectiva una experiencia creativa, muy divertida y sin complicaciones técnicas, suelen tratar de mostrar el buen ambiente en una institución determinada: universidad, instituto, empresa, etcétera. Han adquirido gran popularidad gracias a las páginas de almacenamiento de vídeos como YouTube.
Tom Johnson, escritor técnico que escribe en blogs sobre el impacto de la Web 2.0 en la comunicación, asegura que un buen lip dub tiene que poseer las siguientes características:
- espontaneidad: "tiene que parecer que alguien acaba de tener la ocurrencia en el momento, ha sacado su cámara de vídeo y ha dicho: hey, vamos todos a hacer un playback de la canción Flagpole Sitta".[3]
- autenticidad: la gente, producción y situación parecen reales.
- participación: "el vídeo no consiste en un playback espectacular de una sola persona, sino en el de un grupo haciendo un esfuerzo colectivo espontáneo que parece transmitir la alegría y buena onda de la canción".
- diversión: las personas del vídeo han de estar divirtiéndose.

Los lipdubs contienen a menudo referencias culturales, como imitadores de famosos o guiños a la actualidad informativa.

## Historia
El videoclip de la canción «Wannabe» (1996) de las Spice Girls podría considerarse un precursor del formato.
El término lip dub fue acuñado el 14 de diciembre de 2006 por Jakob Lodwick, fundador de Vimeo, en un vídeo titulado Lip Dubbing: Endless Dream. En la descripción del vídeo escribió lo siguiente: 

Di una vuelta con una canción sonando por mis auriculares, y me grabé a mí mismo cantando. Cuando llegué a casa lo abrí con iMovie y añadí el MP3 de la canción real, sincronizándolo con mi vídeo. ¿Hay un nombre para esto? Si no es así, yo sugiero lip dubbing.

Los primeros lip dubs de empresas se hicieron en 2007 y el primero universitario en mayo de 2008 en la Fachhochschule Furtwangen, en Alemania.

El grupo Train agradeció por televisión a la Universidad por el trabajo realizado. Curiosamente, el récord de más personas participando en un lip dub también lo posee la ciudad de Vich (Cataluña), que en 2010 reunió a más de 5.700 personas en un grabación en favor de la independencia de Cataluña, utilizando como fondo la canción «La Flama», del grupo valenciano Obrint Pas.